# شهرستان کوپریوشتیتسا
شهرستان کوپریوشتیتسا (به بلغاری: Koprivshtitsa Municipality) یک شهرستان در بلغارستان است که در استان صوفیه واقع شده‌است. شهرستان کوپریوشتیتسا ۲٬۳۲۱ نفر جمعیت دارد.